# 브라이언 훅스
브라이언 훅스(Brian Hooks, 1973년 7월 27일 ~ )는 미국의 배우이다.
베이커즈필드에서 태어났다.

## 출연 작품
- 돈겟컷 (2018년)
- 72시간 (2015년)
- 러브 섹션 (2013년)
- 바스켓볼 3:16 (2012년)
- 블러드 라인스 (2012년)
- 라핑 투 더 뱅크 위드 브라이언 훅스 (2011년)
- Dead Tone (2007)
- 사랑보다 황금 (2008년) - 커티스 역
- 세븐티 파이브 (2007년)
- 커틀래스 (2007년)
- 소울 플레인 (2004년) - DJ 역
- 쓰리 스트라이크 (2000년)
- 오스틴 파워 (1999년)
- 비러브드 (1998년)
- 목요일 (1998년)
- 죽음의 질주 (1997년)
- 굿모닝 스쿨 (1996년)

### 텔레비전
- 이브 (2003년)